# Sandra Laoura
Sandra Laoura (Costantina, 21 luglio 1980) è un'ex sciatrice freestyle francese, nata in Algeria.

## Palmarès
Olimpiadi
- 1 medaglia:
  - 1 bronzo (gobbe a Torino 2006)